# ديفيد أش
ديفيد أش (بالإنجليزية: David Ash)‏ هو لاعب كرة قدم أمريكية أمريكي، ولد في 29 يوليو 1992 في هيوستن في الولايات المتحدة.